# Щетинін Семен Миколайович
Семен Миколайович Щетинін (4 серпня 1910, село Ямська Слобода Смоленської губернії, тепер знятий з обліку населений пункт Дорогобузького району Смоленської області, Російська Федерація — 6 грудня 1975, місто Москва) — радянський партійний діяч, 1-й секретар Іркутського обкому КПРС. Депутат Верховної Ради СРСР 5-7-го скликань. Член Ревізійної Комісії КП(б)У у 1949 — 1952 р. Член ЦК КПРС у 1961 — 1975 р.

## Біографія
Народився 22 липня (4 серпня) 1910 року в родині селянина-бідняка.
З 1928 року працював робітником на сироварному заводі, електромонтером шахти № 16-біс міста Красного Луча на Донбасі.
У 1931 — 1934 р. — студент гірничого технікуму.
Член ВКП(б) з 1932 року.
У 1934 — 1935 р. — у Червоній армії.
У 1935 — 1938 р. — викладач, завідувач навчального комбінату, помічник головного механіка шахти № 5/6 імені Димитрова тресту «Красноармійськвугілля» Донецької області.
У 1938 — 1941 р. — заступник секретаря комітету КП(б)У, партійний організатор ЦК ВКП(б) шахти № 5/6 імені Димитрова тресту «Красноармійськвугілля» Сталінської області.
У 1941 — 1943 р. — секретар Горлівського підпільного міського комітету КП(б)У Сталінської області. Одночасно, секретар Сталінського підпільного обласного комітету КП(б)У. Учасник німецько-радянської війни.
У 1943 (затв. у липні 1945) — 1948 р. — секретар партійної колегії при Сталінському обласному комітеті КП(б)У. У 1947 році закінчив заочно Вищу партійну школу при ЦК ВКП(б).
У 1948 — 1950 р. — 1-й секретар Артемівського міського комітету КП(б)У Сталінської області; 2-й секретар Сталінського міського комітету КП(б)У Сталінської області.
У 1950 — вересні 1951 р. — 1-й секретар Сталінського міського комітету КП(б)У Сталінської області.
У вересні 1951 — жовтні 1955 р. — 2-й секретар Іркутського обласного комітету КПРС.
У 1955 — 1956 р. — слухач курсів секретарів обкомів і голів облвиконкомів при ЦК КПРС.
У жовтні 1956 — 1957 р. — голова виконавчого комітету Іркутської обласної ради депутатів трудящих.
У травні 1957 — січні 1963 р. — 1-й секретар Іркутського обласного комітету КПРС. У січні 1963 — грудні 1964 р. — 1-й секретар Іркутського сільського обласного комітету КПРС. У грудні 1964 — лютому 1968 р. — 1-й секретар Іркутського обласного комітету КПРС.
У лютому 1968 — липні 1973 р. — надзвичайний і повноважний посол СРСР у Монгольській Народній Республіці.
З 1973 року — на пенсії у Москві. Похований на Новодівочому цвинтарі.

## Нагороди
- два ордени Леніна
- три ордени Трудового Червоного Прапора
- орден Червоного Прапора
- медалі